# Place Emmanuel-Levinas
La place Emmanuel-Levinas est une voie du 5e arrondissement de Paris.

## Situation et accès
Elle est située à la jonction de la rue de l'Estrapade avec les rues Thouin et Blainville, dans les quartiers du Val-de-Grâce et de la Sorbonne.
La place Emmanuel-Levinas est accessible à proximité par la ligne 7 aux stations Cardinal Lemoine ou Place Monge.

## Origine du nom
Elle porte le nom du philosophe français Emmanuel Levinas (1906-1995).

## Historique
Cette place de Paris, créée sur l'espace des voies qui la forment, a été inaugurée par Jean Tiberi et Lyne Cohen-Solal, représentant le maire de Paris, Bertrand Delanoë, le 20 décembre 2006, à l'occasion du centenaire de la naissance du philosophe.

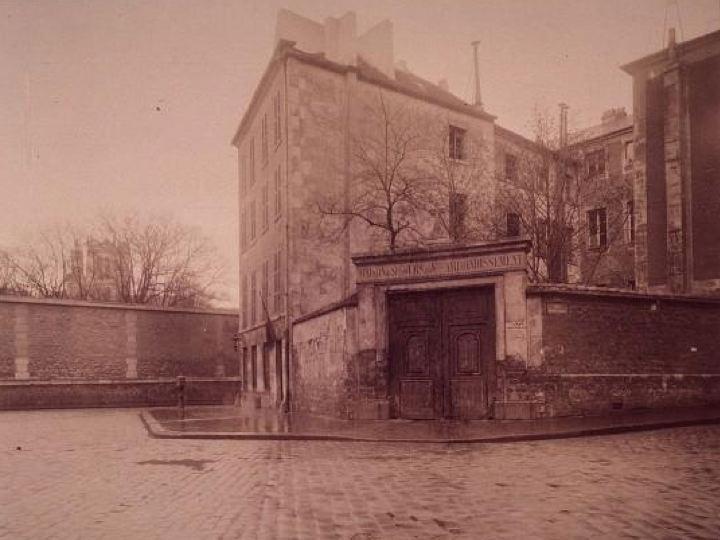
L'espace de la place en 1901 (à droite la rue Blainville, au fond la rue Thouin), photo d'Eugène Atget.

## Bâtiments remarquables et lieux de mémoire
- La piscine Jean-Taris.
- Une des six fontaines Wallace du 5e arrondissement se trouve sur la place.